# Fujiidera
Fujiidera (japanska: 藤井寺市?, Fujiidera-shi) är en stad i Osaka prefektur, Japan. Staden fick stadsrättigheter 1966.

## Källor

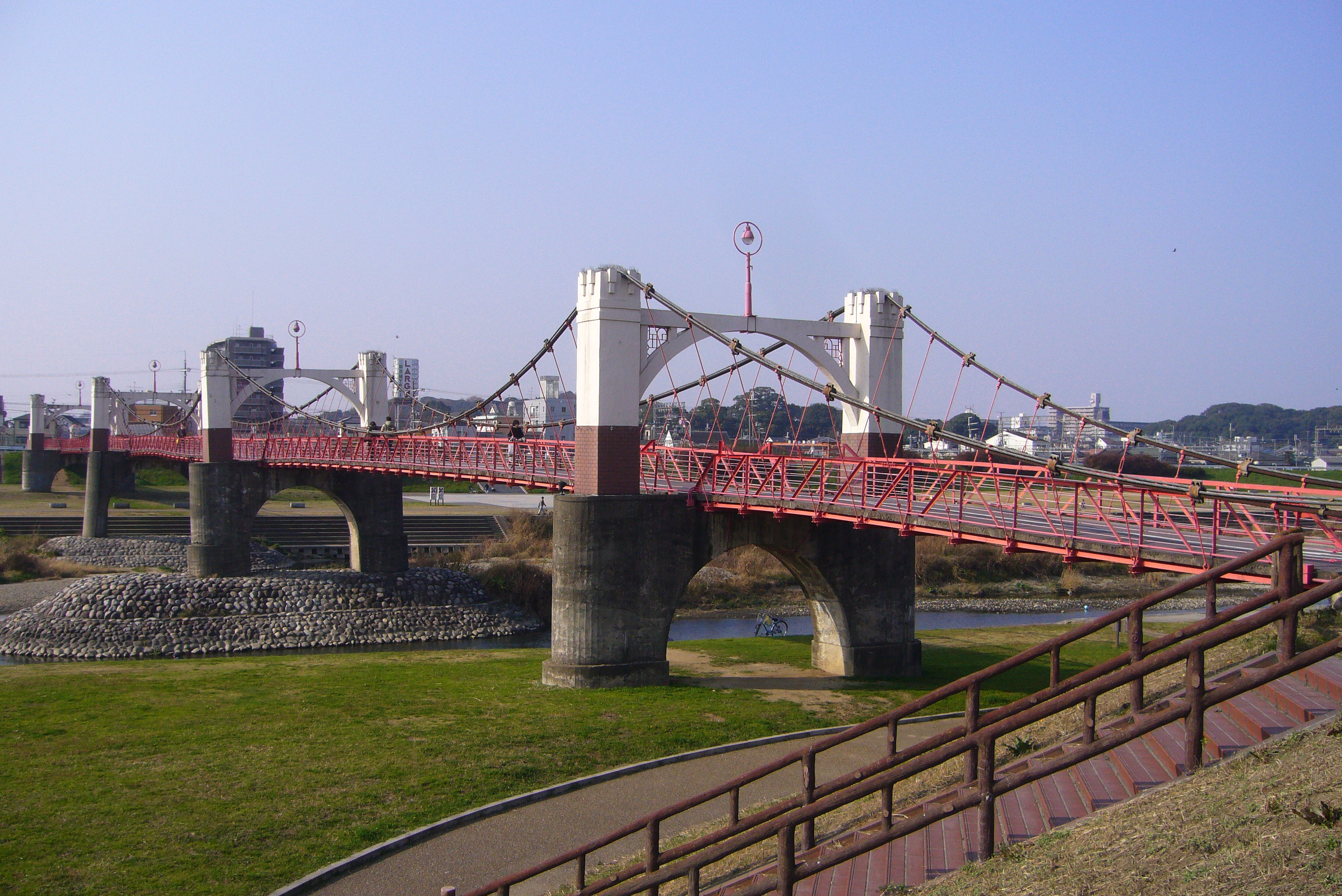
Tamatebron